# Михаил II (Владимирско-Суздалско княжество)
Вижте пояснителната страница за други личности с името Михаил II.
Михаил II Ярославич Тверски (на руски: Михаил II Ярославич Тверский) е велик княз на Владимирско-Суздалското княжество (1304 – 1318) от династията Рюриковичи.

## Живот
Михаил Ярославич е втори син на великия княз Ярослав III Тверски. През 1285 става княз на Твер, а след продължителни междуособни войни през 1304 става и велик княз.
През 1317 владетелят на Златната орда Узбек хан определя за велик княз на Владимир московския княз Юрий Данилович и изпраща войски, които да му помогнат да заеме трона. На 22 декември 1317 Михаил побеждава армията на Юрий при село Бортенево, на 40 km от Твер. Сред пленените е Кончака, съпруга на Юрий и сестра на Узбек хан, която малко по-късно умира. Юрий обвинява Михаил за смъртта ѝ и двамата са извикани от Узбек хан в Сарай, след което Михаил е осъден и екзекутиран.
Руската православна църква го обявява за светец и покровител на град Твер.

## Фамилия
През 1294 Михаил се жени за Анна Кашинска, дъщеря на ростовския княз Дмитрий. Двамата имат пет деца:
1. Дмитрий II (1299 – 1326), княз на Твер
2. Александър II (1301 – 1339), княз на Твер
3. Константин (1306 – 1346), княз на Твер
4. Василий († 1368), княз на Кашин
5. Феодора

Синовете на Михаил Дмитрий и Александър също са убити в Златната орда, както и най-възрастният син на Александър. Съпругата на Михаил Анна понася смъртта на съпруга и децата си в духа на християнското смирение и става монахиня в Кашин, където умира на 2 октомври 1368. През 1677 тя е обявена за светица и покровителка на жените, понесли загуба на свои близки.